# ダウナー系お姉さんに毎日カスの嘘を流し込まれる音声
『ダウナー系お姉さんに毎日カスの嘘を流し込まれる音声』（ダウナーけいおねえさんにまいにちカスのうそをながしこまれるおんせい）は、日本の同人サークルはるばーど屋による音声作品（ASMR）。2023年12月15日にDLsiteにて発売された。イラストは生倉のゑる、声優は餅梨あむ。2024年3月には「DLsiteアワード」にて、全年齢版/同人部門/音声作品で「DLsite2023新人賞」を受賞した。
「カスの嘘」をつくお姉さんの話を、主人公である視聴者が公園で聞くというストーリー。

## 制作
ASMRを題材としたネタツイートの題材として、「近所のお姉さんが嘘の豆知識を教えてくれるASMR」という案を思いついた谷幽零が棘アイロンを誘ったことで、企画がスタートした。同人作品を制作したことは2人ともなかったが、イラストや声優はプロに委託したちゃんとしたものにすることで、内容が変なことが際立つ作りとなっている。
2022年9月に企画がスタートし、当初は同年冬の完成を予定していたが、制作が大変だったことから2023年12月の完成となった。作中には大量の嘘が登場し、これを考えるのが大変だったと語っている。

## 漫画
『ダウナー系お姉さんに毎日カスの嘘を流し込まれる話』のタイトルで、『WebComicアパンダ』（KADOKAWA）にて2024年9月3日より連載中。原作のサムネイルイラストを担当した生倉のゑるが執筆している。
音声作品では主人公は視聴者であったが、漫画版では具体的な背景のある少年が主人公となっており、ストーリーが一部異なる。ストーリーを考える上では「意味がないこと」を大事にしており、「カスの嘘」という意味のないものを通じて意味を求めない時間を届けようとしている。
Xに投稿された第1話は、サイトに掲載されたものとは内容が異なる「嘘ver.」となっている。単行本第1巻発売時には、豆しばとコラボしたCMが制作された。

### 書誌情報
- 生倉のゑる（著）・はるばーど屋（原作） 『ダウナー系お姉さんに毎日カスの嘘を流し込まれる話』 KADOKAWA〈MFC〉、既刊1巻（2025年2月21日現在）
  1. 2025年2月21日発売[9]、ISBN 978-4-04-684469-9